# Ministério da Propaganda (Alemanha Nazista)
O Ministério do Reich para o Esclarecimento Público e Propaganda (em alemão: Reichsministerium für Volksaufklärung und Propaganda - RMVP) foi também conhecido simplesmente como Ministério da Propaganda (Propagandaministerium), controlava o conteúdo da imprensa, literatura, artes visuais, cinema, teatro, música e rádio na Alemanha nazista.
O ministério foi criado como a instituição central da propaganda nazista logo após a tomada do poder nacional pelo partido em janeiro de 1933. No gabinete de Hitler, era chefiado pelo ministro da Propaganda Joseph Goebbels, que exercia controle sobre todos os meios de comunicação de massa alemães e artistas criativos por meio de seu ministério e da Câmara de Cultura do Reich (Reichskulturkammer), que foi criada no outono de 1933. Foi abolido pelo governo de Flensburg em 5 de maio de 1945.
Seu controle no período nazista foi total sobre a cultura e a informação no país.

## Estabelecimento e funções
Pouco depois das Eleições federais alemãs de março de 1933, Adolf Hitler apresentou ao seu gabinete um projeto de resolução para estabelecer o ministério. Apesar do ceticismo de alguns ministros não nacional-socialistas, Hitler conseguiu aprovar a resolução. Em 13 de março de 1933, o Presidente do Reich Paul von Hindenburg emitiu um decreto ordenando o estabelecimento de um Ministério do Reich para Esclarecimento Público e Propaganda (Reichsministerium für Volksaufklärung und Propaganda; RMVP). Na época, Propaganda era um termo neutro. Em termos atuais, o ministério poderia ser entendido como tendo um nome que significava aproximadamente "Ministério da Cultura, Mídia e Relações Públicas".

O ministério se mudou para o edifício Ordenspalais do século XVIII em frente à Chancelaria do Reich em Berlim, anteriormente utilizado pelo Departamento de Imprensa Unificado do Governo do Reich (Vereinigten Presseabteilung der Reichsregierung). Este departamento havia sido responsável por coordenar os comunicados oficiais de imprensa da República de Weimar, mas àquela altura já havia sido incorporado ao estado nazista. Em 25 de março de 1933, Goebbels explicou a função futura do Ministério da Propaganda aos diretores das empresas de radiodifusão:
"O Ministério tem a tarefa de realizar uma mobilização intelectual na Alemanha. No campo do espírito, é, portanto, o mesmo que o Ministério da Defesa no campo da segurança. [...] A mobilização espiritual [é] tão necessária, talvez até mais necessária, quanto tornar o povo materialmente capaz de se defender."
Em um discurso sobre o filme de propaganda O Triunfo da Vontade, Joseph Goebbels enfatizou que a propaganda era mais eficaz quando seus receptores não percebiam que estavam consumindo-a. O ministério foi adaptado para Goebbels, que havia sido o líder de propaganda do Reich do Partido Nazista desde abril de 1930. Por um decreto de 30 de junho de 1933, numerosas funções de outros ministérios foram transferidas para a responsabilidade do novo ministério. O papel do novo ministério era centralizar o controle nazista sobre todos os aspectos da vida cultural, midiática e intelectual alemã para o país.

## Áreas de responsabilidade sobrepostas

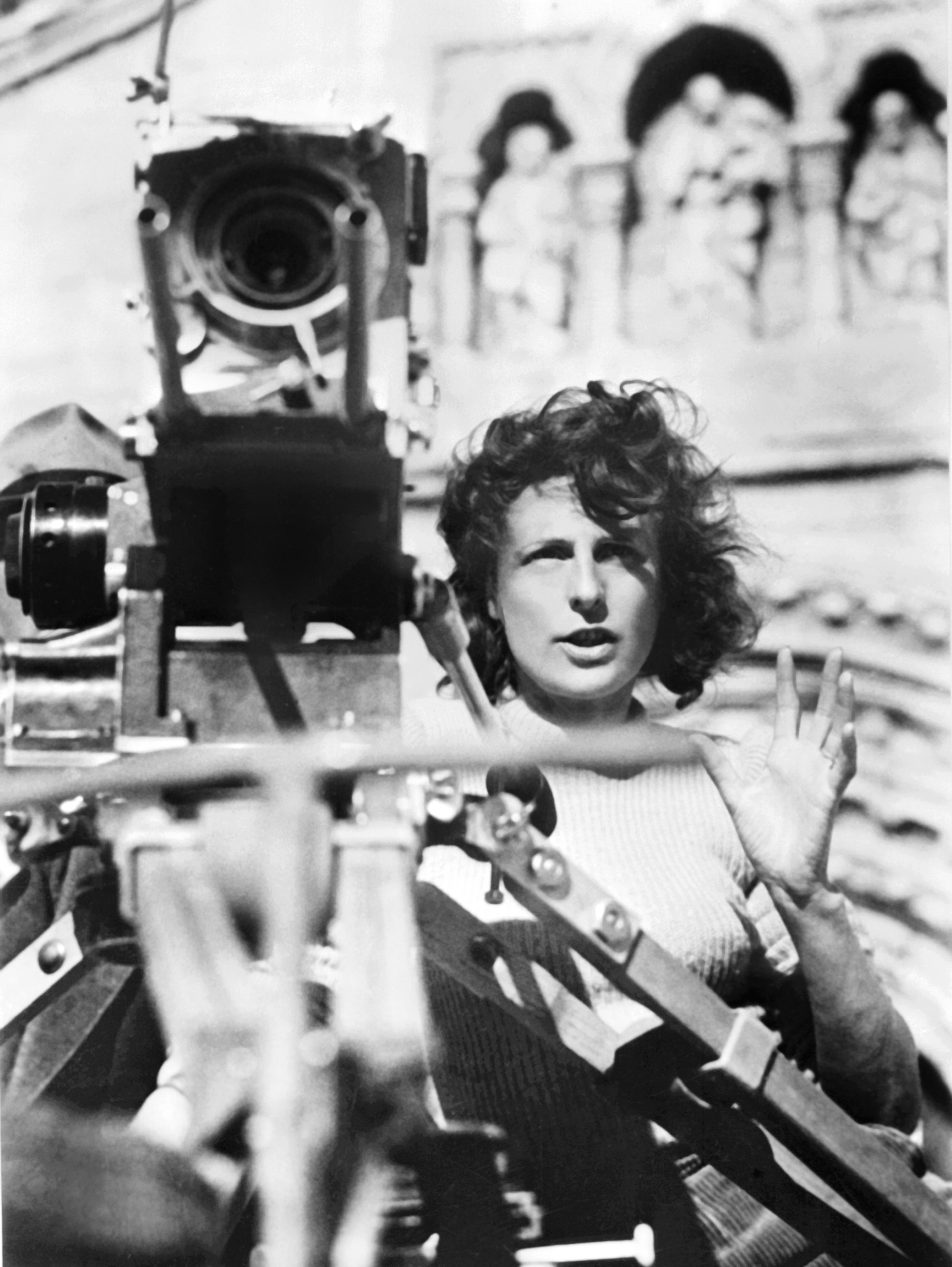
Leni Riefenstahl, 1940

Numerosas tarefas do Ministério da Propaganda se sobrepunham às jurisdições de outras organizações que estavam interconectadas por uma complexa rede de pessoal e que também estavam parcialmente sob a direção de Goebbels. Como organização profissional, a Câmara de Cultura do Reich controlava e supervisionava artistas criativos no teatro, rádio, cinema e imprensa. No nível do Partido Nazista, havia três líderes do Reich com jurisdição sobre a mídia cujas áreas de responsabilidade se sobrepunham: o líder de propaganda do Reich Joseph Goebbels, o líder do Reich para a imprensa Max Amann e o chefe de imprensa do Reich Otto Dietrich. Este último, como vice-presidente da Câmara de Imprensa do Reich, era por sua vez subordinado a Goebbels em seu papel como presidente da Câmara de Cultura do Reich. Devido a disputas de poder, inimizades pessoais e dependências mútuas, diretrizes contraditórias eram às vezes emitidas pelos vários escritórios. Para os Jogos Olímpicos de Verão de 1936, a responsabilidade direta cabia ao Ministério do Interior do Reich, que era responsável pelos esportes. No entanto, como Goebbels havia se reunido com o presidente do comitê organizador Theodor Lewald três dias após assumir o cargo e havia chegado a acordos de longo alcance com ele, conseguiu se envolver em todos os níveis. No filme Olympia de Leni Riefenstahl, o poder da propaganda ainda pode ser visto.
Disputas acaloradas surgiram sobre a responsabilidade pela propaganda estrangeira, para a qual o Ministério das Relações Exteriores do Reich reivindicava competência geral. A influência sobre a reportagem interna italiana, por exemplo, permaneceu inteiramente nas mãos do Ministério das Relações Exteriores, já que o tato diplomático era necessário ao lidar com o parceiro do Eixo da Alemanha. Como regulamentos e proibições não eram apropriados quando direcionados a um estado soberano, o Ministério das Relações Exteriores, em vez disso, inundou o Ministério da Propaganda italiano com peças jornalísticas prontas de todo o mundo – notícias que eram mais detalhadas e atualizadas do que o material dos correspondentes italianos e, portanto, frequentemente eram veiculadas por jornais e rádio. Embora a diretiva de Hitler de 8 de setembro de 1939 tenha estabelecido claramente o papel de liderança do Ministério das Relações Exteriores na propaganda estrangeira, Goebbels e seu Ministério continuaram a interferir na área até o final da guerra.